# Killer Is Dead
Killer Is Dead — відеогра в жанрі слешер 2013 року, розроблена компанією Grasshopper Manufacture. Вона видана Kadokawa Games в Японії, Xseed Games в Північній Америці та Deep Silver в Європі. Гра вийшла для PlayStation 3 та Xbox 360 у серпні 2013 року, а для Windows — у травні 2014 року.

## Ігролад

Додаткова місія «Скарлет» у Killer Is Dead; Мондо відбивається від групи ворогів протягом певного часу.

Killer Is Dead — це бойова відеогра, в якій гравці беруть під контроль головного героя Мондо Заппу. У ролі Мондо гравець проходить дванадцять сюжетних місій, які вибираються з карти світу; вони варіюються від коротких лінійних рівнів до довших, що вимагають дослідження. Деякі області рівнів також потребують активації перемикачів для просування вперед.
Під час місій Мондо бореться з різноманітними ворогами, використовуючи свою катану та кібернетичну гармату, вбудовану в руку. Використання гармати змінює ракурс камери на вид з-за плеча.
Бойова система Killer Is Dead ґрунтується на підтримці комбо-лічильника. Кожного разу, коли Мондо влучає у ворога, він запускає ланцюг комбо, який збільшується, якщо Мондо завдає послідовних ударів, не отримуючи пошкоджень На найвищому рівні комбо відкриваються спеціальні атаки, які надають різні матеріали для покращення. Деяких ворогів можна добити лише кінематографічною фінальною атакою, яка активується, коли Мондо поглинає достатньо крові ворогів, утримуючи ланцюг комбо. Мондо може як блокувати, так і ухилятися від атак. Ухилення відіграє важливу роль у боях, адже при своєчасному ухиленні активується режим Адреналіновий Ривок, у якому вороги сповільнюються, а Мондо може завдати серію швидких ударів.Рука Мондо може трансформуватися в три види зброї; «Bullet Shot» для стрільби чергами, «Freeze Shooter», який випускає крижані кулі, щоб уповільнити чи зупинити ворогів, і «Charge Cannon», яка завдає сильніших ударів при заряджених пострілах.
У грі є три типи місій: сюжетні місій,  які просувають оповідь вперед; підмісії, встановлені в межах основних рівнів, де Мондо повинен виконувати завдання, які можуть варіюватися від чистих бойових місій до пошукових квестів; і місії «Скарлет», де жіночий персонаж підтримки Скарлет ставить бойові завдання. Після виконання кожної місії гравець отримує ранг і відповідний рівень предметів покращення та внутрішньоігрової валюти. Їх можна використовувати для четвертого типу місії під назвою «Місії Жиголо». Під час місії «Жиголо» Мондо зустрічається з різними жінками та наповнює "Кишки" встановлюючи зоровий контакт, причому більш інтимні місця, наприклад їхні груди, надають більше балів. Прихильність жінки до Мондо посилюється завдяки купівлі та врученню подарунків під час місії; Подарунки для жінок варіюються від квітів і шоколаду до видів нижньої білизни. Якщо жінки бачать, що ви дивитесь на ці області, другий метр зменшується, і якщо він спустошується, Мондо провалює місію. Успішне завершення місії Жиголо надає Мондо доступ до модернізації зброї.

## Синопсис

### Сетинг та персонажі
Killer Is Dead розгортається в майбутньому, де космічний туризм і кібернетичні вдосконалення стали реальністю. Ключовим елементом історії є Темна матерія — зловісна енергія, що походить з темної сторони Місяця і негативно впливає на людей зі слабкою волею, породжуючи безсвідомих монстрів на ім'я Проволоки (Wires). Завданням урядової організації під назвою Bryan Execution Firm є вбивство заражених Темною матерією за допомогою людей, відомих як «Кати», хоча це неминуче призведе до того, що обраний Кат буде переповнений Темною матерією.
Головний герой — Мондо Заппа, новий Кат із діловим підходом до своєї роботи та слабкістю до красивих жінок. Його начальники в компанії Bryan Execution Firm — кіборг-засновник Брайан Роузес та його заступниця Вів'єн Скволл. Мондо допомагає і живе разом із Мікою Такекавою, легковажною молодою дівчиною Три ключові персонажі: Девід — головний антагоніст, який захопив контроль над Місяцем і керує Темною матерією; Доллі, Відьма Сновидінь — жінка, яка здатна проникати у сни людей і змінювати їхні спогади; та Мун Рівер — колишня правителька Місяця і представниця стародавнього роду, що виконувала роль магістратів і наглядачів Землі. Багато персонажів тематично пов'язані з небесними тілами; Мондо символізує Землю, Давид символізує Марс, Міка — Сонце, Мун Рівер — Місяць

### Сюжет
Гра починається з того, що божевільного колишнього вбивцю, який став викрадачем, на ім'я Токіо, гине від рук свого наступника, а його темрява піднімається до Місяця. Через два роки Мондо стає свідком смерті свого попередника від рук Браяна. Після цього Мондо отримує завдання на місії проти людей, які були заплямовані Злом, що змушує їх перетворюватися на монстрів і здійснювати злі вчинки. Одне з перших завдань Мондо отримує від Мун Рівер, правительки Місяця, яка просить вбити Девіда після того, як він захоплює її місце. Мондо і Девід борються, але Мондо не здатний вбити його, а Девід загадково натякає, що йому потрібно стати сильнішим, поглинаючи кров тих, хто був заражений Темною Матерією. Мун Рівер вирішує зачекати, поки контракт не буде виконано, і Мондо дозволяє їй жити з ним до цього часу.
Мондо продовжує виконувати місії проти людей, заражених Темною Матерією. Після кожної страти частина темної матерії цілей та їхньої крові поглинається рукою Мондо, завдаючи йому сильного болю. Його також мучить уві сні Доллі, спогади про те, як Мун Рівер грала з ним у дитинстві дивним блакитним єдинорогом; і Девід нападає на його дім, убиває свою матір і відрізає руку Мондо, перш ніж єдиноріг залишив його у стрательній фірмі Брайана. Під час однієї місії Вів'єн розглядає можливість убити Мондо, оскільки темна матерія починає наздоганяти його. Під час іншої місії Брайан ледь не вбитий Мікою, яка також знаходиться під впливом Доллі.
Під час останнього протистояння з Доллі, щоб звільнити себе та Міку від її впливу, Мондо згадує правду; він і Девід є братами, Девід був одним із колишніх Катів Браяна до того, як був забруднений темною матерією. Тоді Брайан підготував Мондо, щоб знищити Девіда. Девід, у свою чергу, посадив Міку — дівчину, викрадену Токіо та врятовану Девідом — як шпигунку, щоб дізнатися, хто стане вбивцею, призначеною Девідом, і планує зробити Мондо новим правителем Місяця, поки він завойовує Землю. У фінальному протистоянні на Місяці Мондо та Девід зіткнулися, причому Мондо використав силу Темної матерії, щоб виграти бій. Поглинання крові Девіда штовхає Мондо через край, і він відрізає собі руку кіборга, намагаючись зупинити потік темної матерії. Гра закінчується тим, що Мондо займає місце Девіда як правителя Місяця та його темної матерії, а Мун Рівер укладає новий контракт на життя Мондо.

## Розробка
Планування Killer Is Dead почалося наприкінці 2009 року, а правильна розробка почалася на початку 2011 року. Суду надихнув назвати проект Killer Is Dead після пісні The Smiths " The Queen is Dead ". Спочатку назва була лише заповнювачем; з часом Суда відчув, що назва відповідає стилю, який він хотів. Гра була анонсована в квітні 2012 року, прем'єра дебютного трейлера відбулася в січні 2013 року. Суда описує її як гру «Dark Side 007», яка черпає натхнення з книг і фільмів Яна Флемінга про Джеймса Бонда . На відміну від Бонда, головний герой «Вбивця мертвий» має справу з більш занедбаним підземним світом, якого поверхневий світ не реєструє.
Гра не є продовженням Killer7, але вона зберігає суть його минулих ігор із «серії вбивць» і "продовжує там, де зупинилися Killer7 і No More Heroes ". Суда також називає гру " інь " на яскраве та веселе «ян» Lollipop Chainsaw ' Ігровий процес містить мечі, як у No More Heroes, але з розширеними системами, зброєю та бойовими діями. Візуальний стиль є вдосконаленням та еволюцією стилю із затінками cel у No More Heroes . Спочатку команда експериментувала з реалістичним графічним стилем і мультяшним стилем, що нагадує Killer7, перш ніж зупинитися на остаточному дизайні.

## Реліз
Гра була випущена влітку 2013 року, опублікована Kadokawa Games в Японії та Marvelous USA у Північній Америці. Deep Silver, європейський видавець, і Sony Computer Entertainment Asia, видавець азіатського релізу за межами Японії, оголосили, що ці видання гри включатимуть як англійські, так і оригінальні японські треки з озвучкою.
Версія для ПК була анонсована 17 лютого 2014 року як Killer Is Dead: Nightmare Edition . Він був випущений 23 травня 2014 року на диску та у вигляді цифрового завантаження. Він містить новий режим складності під назвою «Кошмар», у якому ворогів можна перемогти лише трьома атаками: викидом адреналіну, вибухом ухилення та пострілами в голову.

## Оцінки
| Агрегатор  | Оцінка                                 |
| ---------- | -------------------------------------- |
| Metacritic | (PS3) 64/100 (X360) 64/100 (PC) 71/100 |

| Видання                   | Оцінка |
| ------------------------- | ------ |
| Electronic Gaming Monthly | 6/10   |
| Famitsu                   | 35/40  |
| Game Informer             | 6/10   |
| GameSpot                  | 5/10   |
| GameTrailers              | 6.7/10 |
| IGN                       | 5/10   |
| Joystiq                   | [ 29 ] |
| Polygon                   | 4.5/10 |

Протягом першого тижня версія Killer Is Dead для PS3 дебютувала на п'ятому місці, продавши трохи більше 17 700 одиниць. До кінця 2013 року версія для PS3 розійшлася тиражем трохи більше 23 000 одиниць. У Сполученому Королівстві гра показала погані результати протягом місяця свого дебюту, досягнувши двадцять шостого місця після багатьох інших нових ігор, включаючи Lost Planet 3 і Rayman Legends.
Версії гри для PS3 і 360 отримали 64 бали зі 100 на сайті Metacritic на основі 39 і 38 рецензій критиків відповідно. Японський журнал Famitsu дав грі платинову нагороду в рамках свого огляду; його світовий дизайн і ігровий процес були схвалені, але журнал критикував проблеми з керуванням, подібні до тих, що спостерігалися в попередніх іграх Grasshopper Manufacture. Західні критики загалом неоднозначно оцінили гру. Історію назвали або погано написаною, або заплутаною, а ігровий процес похвалили за акцент на ухиленні, незважаючи на відсутність еволюції вторинної механіки. Художнє оформлення також було схвалено, але реакція на музику була неоднозначною, а озвучка була описана як погана. Західні критики розкритикували місії «Жиголо» через негативне зображення жінок і дії, які гравець змушений був виконувати, щоб їх виконати. Окрім інших технічних питань, кілька критиків також відзначили проблеми з керуванням.

Видання Nightmare Edition, ексклюзивне для ПК, набрало 71 бал зі 100 на Metacritic на основі 8 відгуків критиків. Адам Бек з Hardcore Gamer оцінив гру 4/5 і був загалом позитивним; він прихильно порівняв тон історії з «Тільки Бог прощає» та похвалив як дизайн рівнів, так і ігровий процес, але вважав, що версія для ПК не вражає через відсутність графічних параметрів та погану оптимізацію керування. Навпаки, Енді Келлі з PC Gamer 45 зі 100 балів, назвавши її слабкою грою порівняно з попередньою роботою Суди та поганим перенесенням консольної версії через проблеми, подібні до тих, які підняв Бек, посилаючись на це як «саме визначення стилю над змістом».